# Kiczora (Beskid Wyspowy)
Kiczora lub Kobylica (901 m) – szczyt w grzbiecie łączącym Ćwilin z Jasieniem w Beskidzie Wyspowym. Znajduje się w nim pomiędzy Jasieniem (1052 m), a Banią (Kiczorką, 801 m). Grzbiet ten stanowi dział wodny między zlewnią Raby (po zachodniej stronie), a zlewnią Dunajca (po wschodniej stronie). Wznosi się ponad miejscowościami Półrzeczki i Wilczyce. Z jej stoków spływają potoki Wierzbienica i Łętówka (dopływy Mszanki) oraz Łososina (źródłowy potok rzeki Łososina).
Na różnych mapach i w przewodnikach turystycznych dla szczytu tego podawane są nazwy Kobylica lub Kiczora. Nazwę Kobylica podaje np. mapa Beskidu Wyspowego 1:75 000 i przewodnik turystyczny, nazwę Kiczora niektóre mapy, na mapie Geoportalu występują obydwie te nazwy.
Kiczora jest porośnięta lasem, ale ma kilka widokowych polan. M.in. na przełęczy pomiędzy Kiczorą a Jasieniem (Przełęcz pod Kobylicą) znajduje się widokowa Polana Folwarczna z ciekawym widokiem na Beskid Wyspowy i Gorce. Na polanie tej krzyżują się 2 szlaki turystyczne.
Zbocza Kiczory (graniczące z Jasieniem) należące do Półrzeczek zajęte są nieliczną zabudową (dolne stoki), głównie polami uprawnymi oraz łąkami ciągnącymi się od samego dna doliny (640 m), aż do wysokości 810 m w rejonie osiedla Gronie.

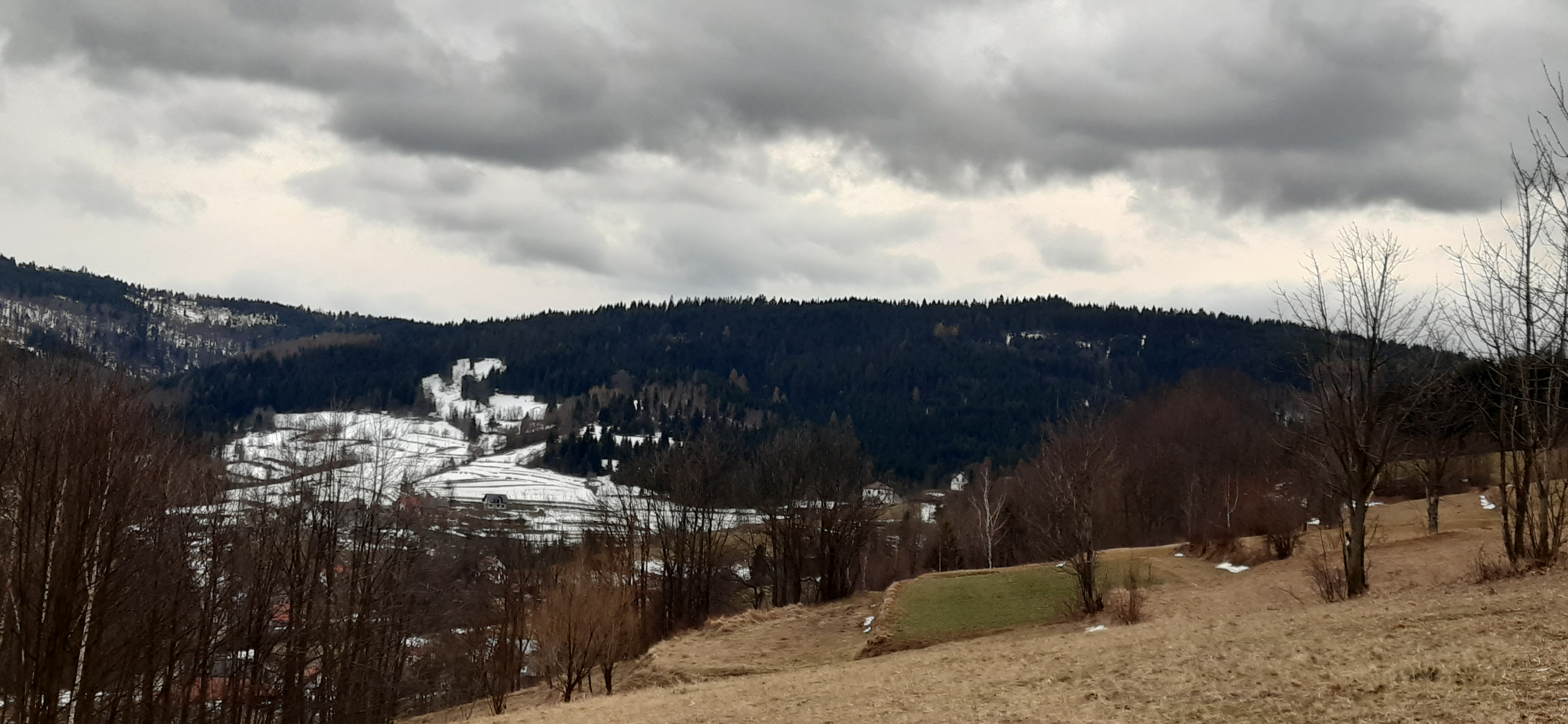
Kiczora od strony Półrzeczek
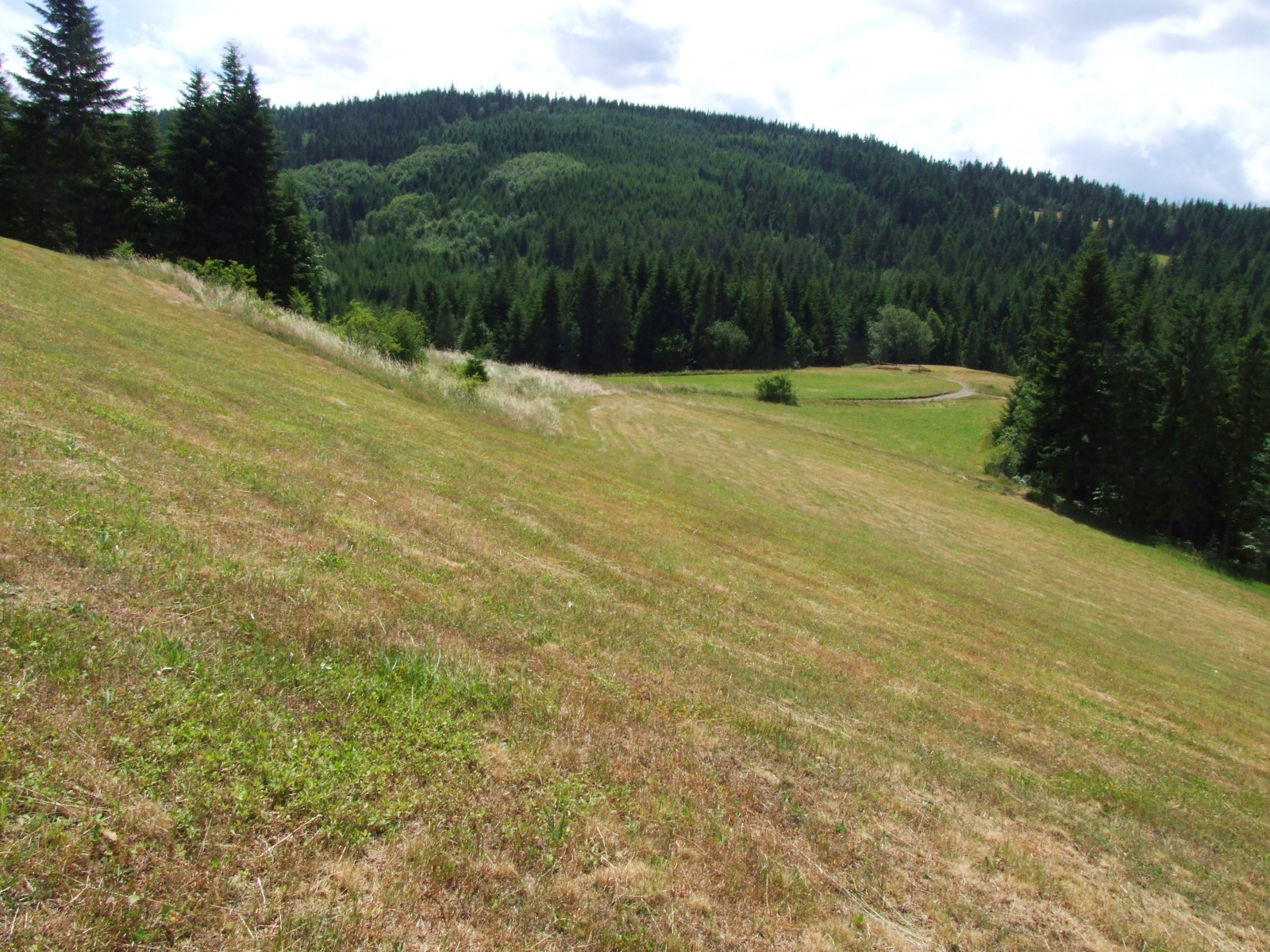
Kobylica- widok z podnóży Kiczorki
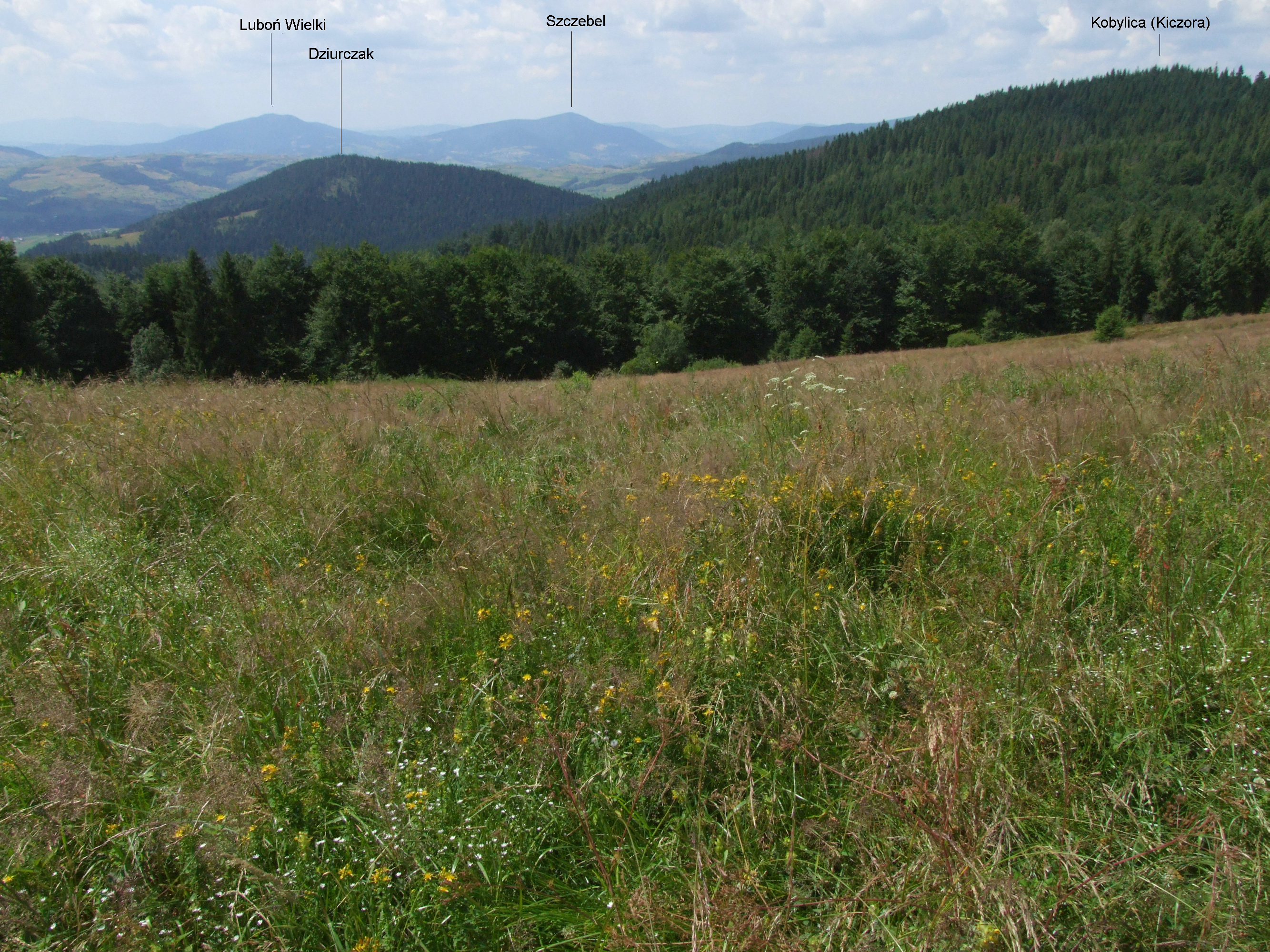
Widok z Polany Folwarcznej

## Szlaki turystyki pieszej
– zielony: Mszana Dolna – Ogorzała – Kiczora – Jasień. Czas przejścia: 5:30 h, ↓ 4:45 h
 – czarny: Lubomierz – Stasiówka – Przełęcz pod Kobylicą. Czas przejścia 0:55 h, ↓ 0:35 h.